# Río Gostagaika
El río Gostagaika, Gastagaika, Gostiugái o Vostigái (del ruso: Гостагайка, Гастагайка, Гостюгай, Востигай) es un río del ókrug urbano de la ciudad de Anapa del krai de Krasnodar, en las estribaciones de poniente del Cáucaso Occidental, en el sur de Rusia. 

## Curso
Nace en el monte Makrita (324.6 m), en el extremo occidental de la cordillera del Cáucaso. Transcurre en dirección predominantemente oeste en sus 32 km de curso. Recibe algunos afluentes, como el Shumaika. Baña la stanitsa Gostagáyevskaya y el jútor Nízhniaya Gostagaika. Desemboca en el limán Viatiázevski, en el mar Negro.